# Eva Åkerman
Eva Charlotta Maria Åkerman, född 19 april 1908 i Stockholm, död där 18 oktober 1984, var en svensk målare och tecknare.
Hon var dotter till överdirektören Per-Olof Lindström och friherrinnan Gunhild Maria Falkengren och från 1930 gift med marinläkaren Nils Knut Håkan Åkerman. Hon studerade vid Académie Libre 1952–1953, Gerlesborgsskolan 1958–1959 i Stockholm och privat för Staffan Hallström 1959–1961 samt vid ett antal sommarkurser i Arild och Gerlesborgsskolan på västkusten. Hon debuterade med en separatutställning på Galerie Æsthetica 1962 som följdes upp med en separatutställning på Galleri Duvan i Stockholm 1966. Hennes konst består av landskap i en lyrisk-expressionistisk stil utförda i olja eller gouache.    